# Caballada de Atienza
La Caballada de Atienza es el nombre coloquial de una Hermandad, originalmente de arrieros medievales, cuyo nombre oficial es Cofradía de la Santísima Trinidad, aunque por Caballada también se conoce la fiesta más popular que protagoniza esta entidad.
La fiesta, que fue declarada de interés turístico nacional, se celebra cada domingo de Pentecostés en la localidad castellana de Atienza (Guadalajara). Se trata de una de las celebraciones más antiguas de España, que ya fue argumento de un discurso de ingreso a la Real Academia de Historia en 1894 y Pérez Galdós la mencionó en Narváez (capítulos II-VIII) Como Hermandad, es una de las cofradías españolas más antiguas y documentada, pues conserva sus ordenanzas medievales, pergaminos de la Baja Edad Media y libros de actas desde 1679. La Junta de Castilla-La Mancha la declaró Bien Patrimonio Cultural Inmaterial de la Comunidad y posteriormente se incluyó en “Paisaje Dulce y Salado de Sigüenza y Atienza” candidato a ser Patrimonio Natural Mundial por la UNESCO.

## Origen de la fiesta
En 1157 fallece Alfonso VII, dejando el reino de León a su hijo Fernando y el reino de Castilla a su hijo Sancho.
Un año después, en 1158, muere Sancho III y su hijo Alfonso hereda el reino de Castilla, siendo un niño de casi tres años de edad.
Las familias de los Castro y de los Lara pugnan por la tutoría del monarca. En el testamento de Sancho III se les daba a los Castros la tutoría del monarca. Sin embargo, los Lara se apoderaron por la fuerza del joven rey. Ante esto los Castro piden ayuda al tío del rey, Fernando II de León. Este último, posiblemente viendo la oportunidad de gobernar en ambos reinos, entró en Castilla al frente de un ejército para apoderarse del pequeño Alfonso. Ante estos acontecimientos Manrique Pérez de Lara pacta la entrega del pequeño en Soria. Finalmente, el pequeño rey es sacado de Soria y llevado por Pedro Núñez de Fuentearmegil primero a San Esteban de Gormaz y luego a Atienza, una de las villas mejor fortificadas del reino, que no tardaría en sufrir el cerco al que le someterían las tropas del rey de León. 
En la primavera de 1162, según la tradición, los arrieros de Atienza, con el rey niño disfrazado como uno de ellos, abandonan la villa. Van a la ermita de la Virgen de la Estrella, donde simulan una romería. La vigilancia de los sitiadores se relaja y así consiguen llevar al rey niño primero, a Segovia y luego, a Ávila. Duró la huida siete jornadas.
Desde entonces los miembros de la Cofradía de la Santísima Trinidad, heredera de la antigua cofradía de arrieros y popularmente conocida como “de la Caballada”, recuerdan el hecho a lomos de sus caballerías ataviados a la antigua usanza y al son de la dulzaina y el tamboril. Todos los domingos de Pentecostés desde la mañana temprano, cuando la comitiva atraviesa el pueblo camino de la ermita de la Estrella, hasta el atardecer, en que tendrán lugar las carreras entre ellos, los cofrades irán cumpliendo con la tradición escrupulosamente. Los hermanos siguen al pie de la letra unos Usos y Costumbres que cuentan con siglos de antigüedad. Las multas impuestas a los cofrades se hacen en forma de libras de cera; la subasta de las andas de la Virgen y de las roscas, en celemines de trigo; y la subasta para portar la bandera, en cuartillos de vino.
El día anterior se celebra el "Sábado de las Siete Tortillas", y en la ermita de los Seises componentes de la Mesa y las hermanas con cargo se reúnen para adornar la ermita, talar el árbol de las roscas, bailar a la Virgen de la Estrella y degustar las siete tortillas, que según dice la tradición son las jornadas que duró el viaje hasta poner a salvo al Rey. El número siete es un número por otra parte muy simbólico y está presente en multitud de hechos y construcciones de la Edad Media. Tras cantar una Salve, suben caminando, hacen dos paradas para rezar por los difuntos y por "el próximo que muera" y siguen la fiesta en la plaza del Trigo donde les esperan los otros hermanos y vecinos.

## Museo de la Caballada de Atienza
En el Museo de la Santísima Trinidad de Atienza hay una sección dedicada a la Caballada de Atienza. Hasta 2017 allí se podía contemplar las Ordenanzas y algún pergamino con privilegios reales que actualmente están cedidos, para su conservación al Archivo Histórico Provincial. Aunque el Museo está pendiente de renovación, allí se muestran tablas renacentistas, la talla de Virgen de la Estrella y otros objetos litúrgicos, fotografías, una bandera antigua, chaquetillas bordadas etc.  